# ቀ
Cette page contient des caractères éthiopiques. En cas de problème, consultez Aide:Unicode ou testez votre navigateur.
ቀ (« qä ») est un caractère utilisé dans l'alphasyllabaire éthiopien comme symbole de base pour représenter les syllabes débutant par le son /q/.

## Usage
L'écriture éthiopienne est un alphasyllabaire ou chaque symbole correspond à une combinaison consonne + voyelle, organisé sur un symbole de base correspondant à la consonne et modifié par la voyelle. ቀ correspond à la consonne « q » (ainsi qu'à la syllabe de base « qä »). Les différentes modifications du caractères sont les suivantes :
- ቀ : « qä »
- ቁ : « qu »
- ቂ : « qi »
- ቃ : « qa »
- ቄ : « qé »
- ቅ : « qe »
- ቆ : « qo »
- ቋ : « qoä »

ቀ est le 8e symbole de base dans l'ordre traditionnel de l'alphasyllabaire.

## Historique

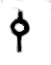
Caractère « q » de l'alphabet arabe méridional.

Le caractère ቀ est dérivé du caractère correspondant de l'alphabet arabe méridional.

## Variantes
ቀ peut être muni d'un signe pour en modifier le son :
- ቈ, variante labialisée ;
- ቐ, variante palatalisée ;
- ቘ, variante labialisée et palatalisée.

## Représentation informatique
- Dans la norme Unicode, les caractères sont représentés dans la table relative à l'éthiopien[1] :
  - ቀ : U+1240, « syllabe éthiopienne qä »
  - ቁ : U+1241, « syllabe éthiopienne qou »
  - ቂ : U+1242, « syllabe éthiopienne qi »
  - ቃ : U+1243, « syllabe éthiopienne qa »
  - ቄ : U+1244, « syllabe éthiopienne qé »
  - ቅ : U+1245, « syllabe éthiopienne qe »
  - ቆ : U+1246, « syllabe éthiopienne qo »
  - ቋ : U+124B, « syllabe éthiopienne qoä »